# 중앙로역 (대전)
중앙로역(Jungangno station, 中央路驛)은 대전광역시 중구 은행동에 있는 대전 도시철도 1호선의 전철역이다. 중앙로 지하 상가와 연결되어 있다. 출입구가 9개로 22개 역 중 가장 많다.

## 연혁
- 2003년 7월 25일 : 중앙로역으로 역명 확정[1]
- 2006년 3월 16일 : 1단계 (판암 ~ 정부청사) 구간 개통과 함께 영업 개시

## 역 구조
이 역은 서울특별시 동대문구 이문동에 있는 경원선 상의 수도권 전철 1호선의 외대앞역과 구조가 같으며, 섬식 승강장에 판암 방면 승강장이 추가된 것과 같다. 따라서 겉보기에는 혼합식처럼 보이지만 2면 2선 상하행 분리형식이다. 스크린도어가 설치되어 있다.

### 승강장
| 대전역 ↑ |
| 하 \| 상 |
| ↓ 중구청 |

| 상행 | ● 대전 도시철도 1호선 | 대전역 · 대동 · 신흥 · 판암 방면     |
| 하행 | ● 대전 도시철도 1호선 | 중구청 · 시청 · 유성온천 · 반석 방면 |

- 승강장 번호는 없다.

## 역 주변
- 메가박스 대전중앙로
- 대전도시공사
- 한화금융프라자
- NC백화점 대전중앙로역점(구 갤러리아백화점 동백점)
- 대전테크노파크 본부동(구 삼성생명 건물)
- 중앙로지하상가
- 으능정이거리
- 계룡문고
- 대전여자상업고등학교
- 대흥동 오토바이거리
- 대전한화생명볼파크 (KBO 리그 한화 이글스 홈구장)
- 충무체육관 (V-리그 남자부 대전 삼성화재 블루팡스 홈구장, V-리그 대전 KGC인삼공사 배구단 홈구장)
- CPBC 대전가톨릭평화방송
- 성심당 본점
- 대전중부경찰서

## 승차량 변동
| 역 노선 | 1일 평균 승차 인원 | 1일 평균 승차 인원 | 1일 평균 승차 인원 | 1일 평균 승차 인원 | 1일 평균 승차 인원 | 1일 평균 승차 인원 | 1일 평균 승차 인원 | 1일 평균 승차 인원 | 1일 평균 승차 인원 | 1일 평균 승차 인원 |
| 역 노선 | 2006년             | 2007년             | 2008년             | 2009년             | 2010년             | 2011년             | 2012년             | 2013년             | 2014년             | 2015년             |
| ------- | ------------------ | ------------------ | ------------------ | ------------------ | ------------------ | ------------------ | ------------------ | ------------------ | ------------------ | ------------------ |
| 1호선   | 4,137              | 5,625              | 6,010              | 6,838              | 6,898              | 7,068              | 6,918              | 7,038              | 7,107              | 6,893              |
| 1호선   | 2016년             | 2017년             | 2018년             | 2019년             | 2020년             |                    |                    |                    |                    |                    |
| 1호선   | 6,941              | 6,798              | 6,676              | 6,534              |                    |                    |                    |                    |                    |                    |

## 인접한 역
| 대전 도시철도 1호선  | 대전 도시철도 1호선   | 대전 도시철도 1호선  |
| -------------------- | --------------------- | -------------------- |
| 104 대전역 판암 방면 | ● 대전 도시철도 1호선 | 106 중구청 반석 방면 |

## 같이 보기
- 중앙로 (대전)